# Beatriz de Velasco y Mendoza
Beatriz de Velasco y Mendoza  (-ca. 1465) fue una dama noble castellana, señora de Aguilar de Campoo y condesa de Castañeda por su matrimonio con Garci Fernández de Lara.

## Biografía
Beatriz de Velasco nació en el seno de una de las familias nobles más poderosas de finales del siglo XV de la Corona de Castilla, la Casa de Velasco. Fue hija de Mencía de Mendoza y Figueroa y Pedro Fernández de Velasco, condes de Haro y "condestables" de Castilla que recibieron sepultura en la Capilla de los Condestables de la catedral de Burgos. Tuvo por hermanas a Catalina de Velasco, María de Velasco y Leonor de Velasco, Mencía de Velasco e Isabel de Velasco, y sus hermanos, Bernardino Fernández de Velasco e Íñigo Fernández de Velasco, que le sucedió en el título. Por parte de madre era nieta del I marqués de Santillana, Iñigo López de Mendoza, famoso poeta castellano, conocido en la época por «el de los Proverbios».
Contrariamente a lo que se conoce de sus hermanas, no hay apenas datos documentados para reconstruir su biografía, tan solo alguna información relativa a su matrimonio. Se sabe que en 1464 se emitió una dispensa papal que permitió su matrimonio con Garci Fernández Manrique de Lara, el que llegó a ser el primer marqués de Aguilar de Campoo, hijo del conde de Castañeda, Juan Fernández Manrique de Lara. La dispensa fue necesaria ya que tenían impedimento debido a razones de consanguinidad. Su boda debió celebrarse poco después. Sin embargo, Beatriz murió sin consumar el matrimonio, en una fecha situada entre 1464 y 1467, año en el que se celebraron las segundas nupcias de Garci Fernández Manrique de Lara con Brazaida de Almeida y Castro.